# Station Brod nad Tichou
Station Brod nad Tichou is een spoorwegstation in de Tsjechische gemeente Brod nad Tichou. Het station ligt aan spoorlijn 170 die van Beroun via Pilsen naar Cheb loopt. Het station wordt beheerd door de nationale spoorwegonderneming České dráhy in samenwerking met de Staatsorganisatie voor spoorweginfrastructuur (SŽDC). Bij station Brod nad Tichou vindt geen verkoop van treinkaartjes plaats, tickets dienen in de trein aangeschaft te worden.
Beroun ↔ Beroun-Králův Dvůr ↔ Beroun-Popovice ↔ Zdice ↔ Stašov ↔ Praskolesy ↔ Hořovice ↔ Cerhovice ↔ Zbiroh ↔ Kařízek ↔ Mýto ↔ Holoubkov ↔ Svojkovice ↔ Rokycany ↔ Klabava ↔ Ejpovice ↔ Dýšina ↔ Chrást u Plzně ↔ Plzeň-Doubravka ↔ Plzeň hlavní nádraží - Plzeň-Jižní Předměstí ↔ Plzeň-Zadní Skvrňany ↔ Plzeň-Křimice ↔ Vochov ↔ Kozolupy ↔ Plešnice ↔ Pňovany zastávka ↔ Pňovany ↔ Sulislav ↔ Vranov u Stříbra ↔ Stříbro ↔ Milíkov ↔ Svojšín ↔ Ošelín ↔ Pavlovice ↔ Brod nad Tichou ↔ Planá u Mariánských Lázní ↔ Chodová Planá ↔ Mariánské Lázně ↔ Valy u Mariánských Lázní - Lázně Kynžvart - Dolní Žandov - Salajna - Lipová u Chebu - Stebnice - Všeboř - Cheb